# 英国聖公会宣教協会
英国聖公会宣教協会（あるいは英国教会伝道協会、Church Mission Society, かつてはChurch Missionary Society, CMS）は、イングランド国教会により1799年にアジア・アフリカ宣教のために設けられた宣教会の1つである。オーストラリア本部及びニュージーランド本部よりの派遣を合わせ設立以来9千人以上の男女を世界に派遣した。

## 設立及びイギリス本部
1799年4月12日にロンドンで福音主義者のウィリアム・ウィルバーフォースやヘンリー・ソーントンの参加するクラパム派の支持の元に行われた超教派の会合により、当初はアフリカ・東方宣教会 (Society for Missions to Africa and the East) として設立された。ウィルバーフォースは初代総主事就任を求められたが、辞退して副主事となり、トーマス・スコットが書記、ヘンリー・ヴェンが総主事となった。最初の宣教師はビュルテンブルクの福音ルーテル教会出身でベルリンで訓練を受け1804年に派遣された。1812年にアフリカ・東方教会宣教協会へと名前を変え、最初のイギリス人宣教師を1815年に派遣した。それからの主な活動はイギリス東インド会社へ派遣されるチャプレンの選任などであった。
1925年にはコプト教会及びエチオピア教会に関する資料を集め、ウィリアム・ジョエットに聖書をアムハラ語に翻訳させ、その聖書を携えたサミュエル・ゴバとクリスティアン・クーグラーを1827年にエチオピアに派遣した。
インドで最も識字率が高いとされるケーララでも教育活動を行った。ケーララとタミルナドゥにはCMSの学校が沢山あり、ビハール州などにも教育施設がある。
20世紀初頭には協会の神学はユージン・ストックの指導のもとでリベラル派となった。これが保守的な福音派との間で論争となり、福音派は新たに聖書教会派宣教協会 (BCMS) として分裂し後クロスリンクスに改名した。20世紀の総主事で著名なのはマックス・ウォレンとジョン・バーノン・テイラーである。
2007年1月1日現在でCMSは186人の宣教師をアジア、アフリカ、ヨーロッパ、中東に派遣している。訓練中の者や交換留学生も含めると704人がCMSで活動している。宣教活動は50ヶ国に及び、年間予算は約9百万ポンドで主に個人及び教区からの寄付と繰越金に拠っている。2007年6月にCMSは本部をロンドンから東オックスフォードに移転した。
バーミンガム大学などに英国聖公会宣教協会資料庫が設けられている。

## オーストラリア本部
CMSオーストラリアは福音主義的傾向が強く、宣教活動が盛んである。
イギリスのCMSが1825年からアボリジニへの宣教を目的としてシドニーで活動を始め、1830年にはウェリントンバレー伝道団を設立した。1842年までに3人のアボリジニが改宗したが、CMSはここでは挫折した。CMSはオーストラリアでは養成を主にし、オーストラリア出身の最初の宣教師ヘレン・フィリップが1888年にセイロンへ派遣された。
CMSオーストラリアは1916年に国内の関連組織を統合して自立した。以後中国、インド、パレスチナ、イランなどに宣教師を派遣した。1927年以降は特に北オーストラリアとタンガニーカに力を入れた。
2007年9月現在CMSオーストラリアは160人の宣教師を33ヶ国に派遣している。

## ニュージーランド本部

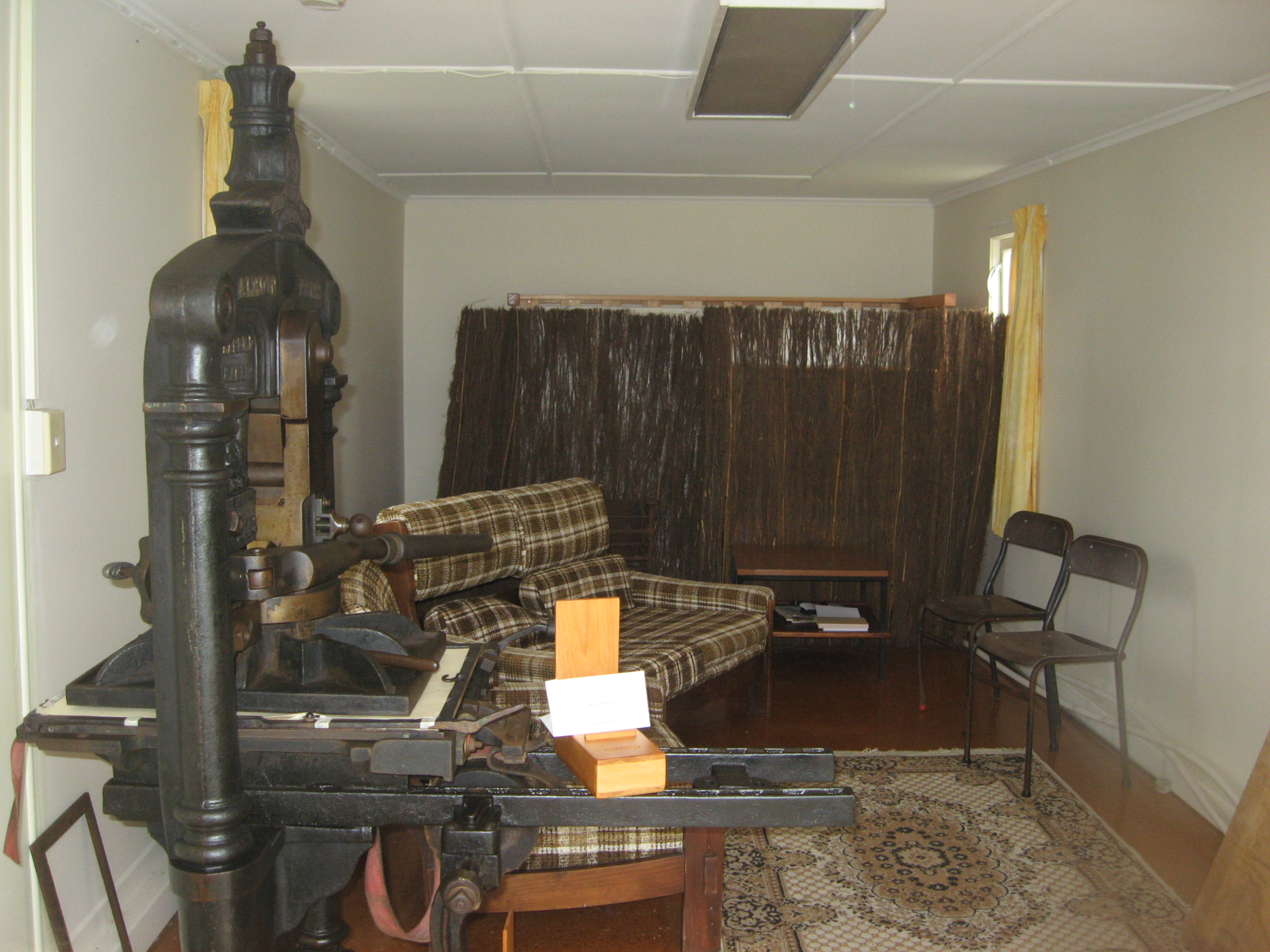
再建されたCMSのパイヒアの伝道拠点「歴史の天国」のウィリアム・コレンゾー式の印刷機

CMSはニュージーランドで最初の宣教者となった。1814年のクリスマスにサミュエル・マースデンがベイオブアイランズのオイヒ湾で最初の活動を始めた。1815年にはランギホウアに最初の伝道団を設立し、それから10年の間に農場や学校を建設した。CMSは資金を交易に頼り、中にはトーマス・ケンダルのようにマオリに銃を売りマスケット戦争を煽って背教者と呼ばれる者もいた。ケンダルはナプヒ族の首長ホンギ・ヒカを1820年ロンドンに連れて行った。CMSはプレンティ湾にも伝道団を設置したが、ンガ・プヒの首長のタイワンガの受洗まで改宗者はまれであった。
1830年代にCMSは活動範囲をベイオブアイランズ一帯に広げ、ノースランド、オークランド、ワイカト、プレンティ湾、ポヴァティ湾に伝道拠点を置いた。1840年までにウィリアム・ウィリアムスとロバート・マンセルは新約聖書の多くをマオリ語に訳した。ヨーロッパ人のニュージーランドでの無法ぶりとマオリの伝統社会の破壊などを理由にCMSは1840年1月のイギリスによるニュージーランド併合を支持した。宣教師たちはマオリの首長たちがワイタンギ条約に署名するよう説得した。
CMSが最も影響力を持ったのは1840年代、1850年代であった。北島全域に伝道団が置かれ、多くのマオリが受洗した。協会はマオリとイギリス当局との紛争でマオリの側に立つことも多かったが、マオリ戦争の際には政府側に立ち、CMSは1854年には停戦交渉を始めたが、この後新しい宣教師は僅かしか派遣しなかった。
1892年CMSのニュージーランド支部は独立しすぐに宣教師が海外に派遣された。イギリスからの資金は1903年に完全に打ち切られた。
2008年7月現在のNZCMSはニュージーランドの海外宣教活動を集めた聖公会宣教委員会 (Anglican Missions Board) に近い。2000年にはニュージーランド南アメリカ宣教会を統合した。ケリケリのミッションハウスは現存するニュージーランドのCMSの建物の中で最古のものである。

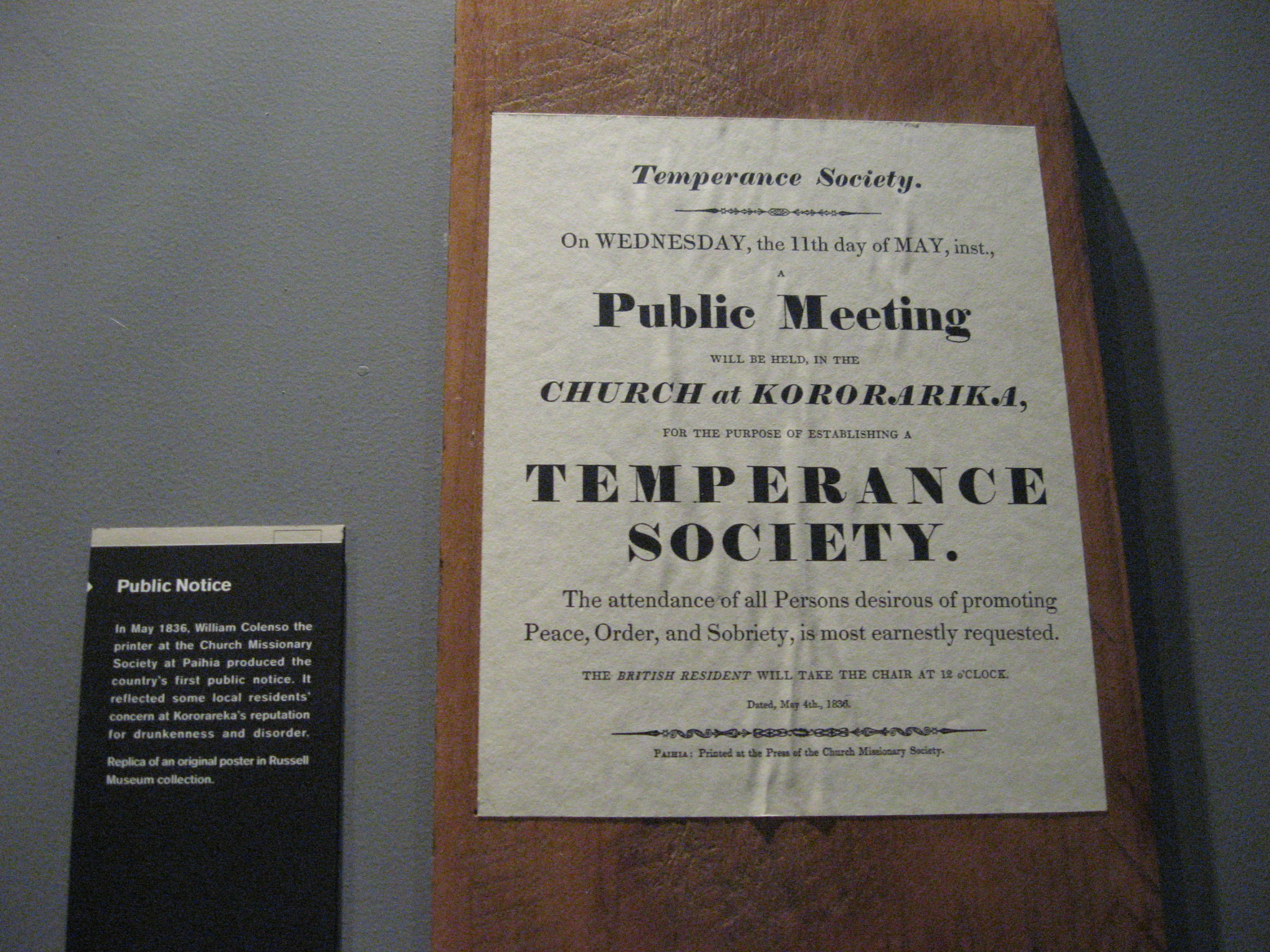
CMSのパイヒアの印刷機で刷られたニュージーランド最初のコロラキタ教会の広告

## 日本宣教
1873年（明治6年）にJ・パイパー司祭が日本総書記として赴任するP・K・ファイソン司祭と共に築地の居留地でバイブル・クラスを開く。1878年（明治11年）築地52番に聖パウロ教会（現在の日本聖公会東京教区聖パウロ教会）を設立する。。
1887年（明治20年）に米国聖公会、イギリス海外福音伝道会 (SPG) 、英国聖公会宣教協会の三つの宣教団体が合同して日本聖公会を組織した。
1890年にはB・F・バックストンが来日して島根県松江市赤山に居を構え伝道活動を始める。笹尾鉄三郎など多くの日本人が集まり修養する（赤山講話）。これが、松江バンドと呼ばれ、日本のきよめ派、福音派の源流の一つになった。

## 主な来日宣教師
- G・エンソル (1869年)
- H・バーンサイド (1870年)
- C・F・ワレン (1873年)
- ジョン・バチェラー　(1874年)
- J・パイパー (1874年)
- P・K・ファイソン (1874年)
- ヘンリー・エヴィントン (1874年)
- ハーバート・モーンドレル (1875年)
- イライザ・グッドオール (1876年)
- A・F・チャペル (1887年)
- ウォルター・ウェストン（1888年）
- ハンナ・リデル (1890年)
- B・F・バックストン (1890年)

## 脚註
1. ↑  Edward Ullendorff, Ethiopia and the Bible (Oxford: University Press for the British Academy, 1968), pp. 62-67
2. ↑  Donald Crummey, Priests and Politicians, 1972, Oxford University Press (reprinted Hollywood: Tsehai, 2007), pp. 12, 29f.
3. ↑  Stock, Eugene (1923), The recent controversy in the C.M.S. (Reprinted from the Church Missionary Review ed.), London: CMS
4. ↑  CMS: Annual Review 2007 (PDF).
5. ↑  Crowther Centre for Mission Education
6. 1 2  Dench, Alison, Essential Dates: A timeline of New Zealand history, Random House, 2005
7. 1 2 3  “Church Missionary Society”, Te Ara 2008年7月18日閲覧。
8. 1 2  “NZCMS”, NZCMS 2008年7月18日閲覧。
9. ↑  高橋2003年、56頁